# Wallmenroth
Wallmenroth település Németországban, Rajna-vidék-Pfalz tartományban. Lakosainak száma 1188 fő (2023. december 31.).

## Népesség
A település népességének változása:
| Lakosok száma | 1120 | 1173 | 1197 | 1185 | 1208 | 1188 |
|               | 1975 | 2017 | 2019 | 2021 | 2022 | 2023 |